# Теория границы
«Теория границы» («тезис фронтира», англ. Frontier Thesis) — идея, выдвинутая в 1890-х годах американским историком Фредериком Тёрнером, которая объясняла особенности развития Соединённых Штатов взаимодействием с фронтиром (границей американских поселений). Таким образом Тёрнер пытался доказать самобытность социальных институтов США и объяснял разнообразие внутри американской нации различиями подобного взаимодействия.

## История
Теория возникла под влиянием идей географического детерминизма. Впервые её положения были озвучены 12 июля 1893 во время Всемирной выставки в Чикаго на съезде Американской исторической ассоциации профессором Висконсинского университета Фредериком Тёрнером в его докладе «Значение фронтира в истории США». В докладе утверждалось, что американское общество, включая такие его черты как демократизм и индивидуализм, американская исключительность были сформированы прежде всего за счёт открытых пространств Дикого Запада, пограничных условий, постоянной экспансии европейских переселенцев на запад. Выступление Тёрнера положило начало острой и длительной дискуссии. В течение следующих десятилетий теория фронтира была значительно развита и расширена последователями Тёрнера.
«Теория границы» оказала огромное влияние на историков и стала одной из основ так называемой среднезападной школы. Однако в 1930-х годах, ещё при жизни Тёрнера, она была подвергнута критике и признана несостоятельной как отдающая предпочтение лишь одному фактору среди многих. Тем не менее, в сознании американцев тезис Тёрнера по настоящее время продолжает жить в виде «исторического мифа».